# Laura Greenwood
Laura Greenwood (Manchester, 11 dicembre 1991) è un'attrice britannica.
Famosa per i suoi ruoli da film cinema e film TV ed ha lavorato anche in alcuni telefilm.
Ha fatto il suo debutto cinematografico a 14 anni, nel 2005 con I fratelli Grimm e l'incantevole strega in cui fa la parte di Sasha.

## Filmografia parziale
- I fratelli Grimm e l'incantevole strega (2005)
- Strike Back (2010)